# Flaga Skopja
Flaga Skopja – flaga stolicy Macedonii Północnej, Skopja stanowi płat tkaniny o proporcjach 2:1 koloru czerwonego zawierający w lewym górnym rogu złoty kontur herbu miasta tj. Kamienny Most na rzece Wardar, twierdzę Skopsko Kale i góry (Skopska Crna Gora) w tle. Kształt flagi reguluje statut miasta. Flaga oficjalnie przyjęta w 1997 r..